# Escuela Técnica Superior de Ingeniería Industrial de Valencia
La Escuela Técnica Superior de Ingeniería Industrial (ETSII) de la Universitat Politècnica de València (UPV) es un centro educativo y de investigación donde se imparten diversos títulos universitarios relacionados con la ingeniería. Uno de los principales es el Grado en Ingeniería en Tecnologías Industriales, de donde proviene el nombre de la Escuela.

## Reseña histórica
La Ingeniería Industrial en Valencia, como en toda España, es una disciplina marcadamente científico-tecnológica, claramente diferenciada de lo que se conoce comúnmente por Ingeniería Industrial fuera de España. Esta es una característica impuesta desde el mismo momento de la creación del título de Ingeniero Industrial allá por la mitad del siglo XIX. Fue concretamente en 1850 cuando el gobierno español promulgó un Real Decreto por el que se creó el Real Instituto Industrial, que estableció escuelas en Barcelona, Gijón, Madrid, Sevilla, Valencia y Vergara. Es por tanto la ETSIIV una de las instituciones que forman parte del grupo de escuelas pioneras que hace ya más de 150 años empezaron a formar Ingenieros Industriales en España.
Sin embargo, en 1866 el gobierno decidió suprimir el Real Instituto Industrial, y con él desapareció la Escuela de Valencia. No fue hasta 1968 cuando la ETSIIV abrió de nuevo sus puertas, con la creación del Instituto Politécnico Superior de Valencia, al que en 1971 se le concedió el rango de Universidad, pasando a ser la actual Universidad Politécnica de Valencia. Son ya, por tanto, más de 50 años de enseñanza ininterrumpida.

## La ETSII-UPV hoy
La ETSII se define a sí misma como "una institución que desarrolla sus funciones como servicio público para la Educación Técnica Superior en la rama industrial de Ingeniería. Como centro docente se encarga de la gestión administrativa y la organización de las enseñanzas universitarias conducentes a la obtención de los títulos académicos de Ingeniero Industrial, Ingeniero Químico, Ingeniero de Organización Industrial, Ingeniero en Automática y Electrónica Industrial e Ingeniero de Materiales"
Son más de 4.000 los alumnos matriculados y 335 los profesores de 24 departamentos que imparten docencia en esta Escuela. La ETSII gestiona 11 edificios y 45.000 {\displaystyle m^{2}} de superficie construida. Los índices de empleabilidad superiores al 93% durante el primer año como egresados.
En la actualidad, el director de la ETSII es Ángel Ortiz Bas.

## Titulaciones que imparte la ETSIIV
Titulaciones superiores:
- Ingeniero Industrial, con las siguientes intensificaciones:

Energía
Electricidad
Construcción e Instalaciones Industriales
Medio Ambiente
Ingeniería del producto
Mecánica
Producción
Organización y Gestión Industrial
Sistemas Electrónicos y Automáticos
- Ingeniero Químico, con las siguientes intensificaciones:

Procesos
Medio Ambiente
Titulaciones superiores de segundo ciclo:
- Ingeniero de Materiales
- Ingeniero de Organización Industrial
- Ingeniero en Automática y Electrónica Industrial

Grados:
- Ingeniería en Tecnologías Industriales (Adaptación al EEES de los estudios de ingeniería industrial)
- Ingeniero Químico
- Ingeniero en Organización Industrial
- Ingeniero de la Energía
- Ingeniero Biomédico